# Prueba exacta de Fisher
La prueba exacta de Fisher es una prueba de significación estadística utilizada en el análisis de tablas de contingencia. Aunque en la práctica se emplea cuando los tamaños de muestra son pequeños, también es válido para todos los tamaños de muestra. Lleva el nombre de su inventor, Ronald Fisher, y es una de una clase de pruebas exactas, llamadas así porque el significado de la desviación de la hipótesis nula se puede calcular con exactitud, en lugar de basarse en una aproximación que se hace exactamente en el límite el tamaño de la muestra crece hasta el infinito, como con muchos otros análisis estadísticos. Fisher se dice que ha ideado la prueba conocida como la mujer saboreando té después de un comentario de Muriel Bristol, que decía ser capaz de detectar si se habían añadido primero el té o la leche en su taza.

## Objeto y ámbito de aplicación

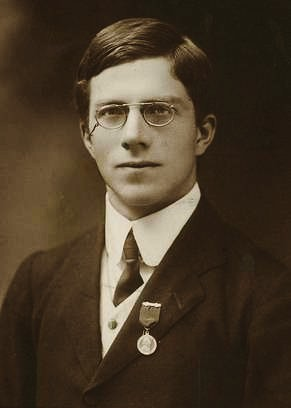
Ronald Fisher en 1913

La prueba es útil para los datos categóricos que resultan de clasificar los objetos en dos formas diferentes. Se utiliza para examinar la significación de la asociación (de contingencia) entre los dos tipos de clasificación. Así en el ejemplo original de Fisher, uno de los criterios de clasificación podría ser si la leche o el té fue puesto en la taza primero, y el otro podría ser si Muriel Bristol piensa que la leche o el té se puso primero. Queremos saber si estas dos clasificaciones están asociados —es decir, si Bristol puede realmente decir si la leche o el té se vierte primero—. La mayoría de los usos de la prueba de Fisher implican, como en este ejemplo, una tabla de contingencia de 2×2. El valor de p de la prueba se calcula como si los márgenes de la tabla fueran fijos, es decir, como si, en el ejemplo de degustación de té, Bristol sabe el número de tazas con cada tratamiento (leche o té primero) y por lo tanto proporcionará conjeturas con el número correcto en cada categoría. Como se ha señalado por Fisher, esto conduce bajo una hipótesis nula de independencia a una distribución hipergeométrica de los números en las celdas de la tabla.
Con muestras grandes, se puede usar una prueba de chi-cuadrada (o mejor aún, una prueba G) en esta situación. Sin embargo, el valor de significación que proporciona es solo una aproximación, porque la distribución de muestreo del estadístico de prueba que se calcula es solo aproximadamente igual a la distribución teórica de chi-cuadrado. La aproximación es inadecuada cuando los tamaños de muestra son pequeños o los datos se distribuyen de forma muy desigual entre las celdas de la tabla, lo que hace que los recuentos de células pronosticados sobre la hipótesis nula (los "valores esperados") sean bajos. La regla general para decidir si la aproximación chi-cuadrado es lo suficientemente buena es que la prueba chi-cuadrado no es adecuada cuando los valores esperados en cualquiera de las celdas de una tabla de contingencia están por debajo de 5 o por debajo de 10 cuando solo hay un grado de libertad (ahora se sabe que esta regla es excesivamente conservadora). De hecho, para datos pequeños, dispersos o desequilibrados, los valores p exactos y asintóticos pueden ser bastante diferentes y pueden llevar a conclusiones opuestas con respecto a la hipótesis de interés. En contraste, la prueba exacta de Fisher es, como su nombre lo indica, exacta siempre que el procedimiento experimental mantenga fijos los totales de filas y columnas, y por lo tanto puede usarse independientemente de las características de la muestra. Resulta difícil calcular con muestras grandes o tablas bien equilibradas, pero afortunadamente estas son exactamente las condiciones en las que la prueba de chi-cuadrado es apropiada.
Para los cálculos manuales, la prueba solo es factible en el caso de una tabla de contingencia de 2 × 2. Sin embargo, el principio de la prueba puede extenderse al caso general de una tabla m × n, y algunos paquetes estadísticos proporcionan un cálculo (a veces utilizando un método de Monte Carlo para obtener una aproximación) para el caso más general.

## Ejemplo
Por ejemplo, una muestra de adolescentes podría dividirse en masculina y femenina, por un lado, y aquellos que están y no están actualmente estudiando para un examen de estadística, por el otro. Nuestra hipótesis es, por ejemplo, que la proporción de individuos que estudian es más alta entre las mujeres que entre los hombres, y queremos comprobar si la diferencia de proporciones que observamos es significativa. Los datos pueden verse así:
|                   | Hombres | Mujeres | Total de filas |
| Estudiando        | 1       | 9       | 10             |
| No estudiando     | 11      | 3       | 14             |
| Total de columnas | 12      | 12      | 24             |

La pregunta que hacemos acerca de estos datos es: sabiendo que 10 de estos 24 adolescentes son estudiosos, y que 12 de los 24 son mujeres, y asumiendo la hipótesis nula de que hombres y mujeres tienen la misma probabilidad de estudiar, ¿cuál es la probabilidad de que estos 10 contengan 9 mujeres y un hombre? ¿Los estudiosos se distribuirían tan desigualmente entre las mujeres y los hombres? Si tuviéramos que elegir 10 de los adolescentes al azar, ¿cuál es la probabilidad de que 9 o más de ellos estén entre las 12 mujeres, y solo 1 o menos entre los 12 hombres?
Antes de proceder con la prueba de Fisher, primero introducimos algunas anotaciones. Representamos las celdas por las letras a, b, c y d , llamamos los totales a través de las filas y los totales marginales de las columnas, y representamos el gran total por n. Entonces la tabla ahora se ve así:
|                   | Hombres | Mujeres | Total de filas     |
| Estudiando        | a       | b       | a + b              |
| No estudiando     | c       | d       | c + d              |
| Total de columnas | a + c   | b + d   | a + b + c + d (=n) |

Fisher mostró que la distribución hipergeométrica proporciona la probabilidad de obtener cualquier conjunto de valores de este tipo:
{\displaystyle p={\frac {\displaystyle {{a+b} \choose {a}}\displaystyle {{c+d} \choose {c}}}{\displaystyle {{n} \choose {a+c}}}}={\frac {(a+b)!~(c+d)!~(a+c)!~(b+d)!}{a!~~b!~~c!~~d!~~n!}}}
dónde {\displaystyle {\tbinom {n}{k}}} es el coeficiente binomial y el símbolo "!" indica el operador factorial. Con los datos anteriores, esto da:
{\displaystyle p={{\tbinom {10}{1}}{\tbinom {14}{11}}}/{\tbinom {24}{12}}={\tfrac {10!~14!~12!~12!}{1!~9!~11!~3!~24!}}\approx 0.001346076}